# Complejo yugo-hacha-palma
El complejo yugo-hacha-palma se refiere a una serie de tres tipos de objetos asociados al juego de pelota hallados comúnmente juntos. Son característicos de la civilización totonaca en los periodos Clásico y Epiclásico en la zona del actual estado mexicano de Veracruz. Los usos y significados de estos objetos son materia de estudio en la investigación sobre Mesoamérica.

## Historia
La aparición de estos objetos se sitúa en el 200 al 900 d. C. en el periodo llamado Clásico mesoamericano primordialmente en la zona de la costa del Golfo de México, extendiéndose su uso a la zona maya y el Altiplano central. El comercio de algunas hachas llegó a zonas distantes. Investigaciones recientes como las de indican que estos objetos pudieron ser más del tipo ritual que práctico, es decir, que estuvieran asociados al juego de pelota pero que no fueran objetos de uso por los jugadores. Esto, en mayor razón, por su volumen, peso y fragilidad. Los materiales usados en estos objetos son variados, además de las piedras, se conservan yugos, hachas y palmas de arcilla, metal y de materiales orgánicos como conchas, huesos y madera.
En 1907 Jesse Walter Fawkes hizo la primera asociación entre estos tres objetos. Sonia Rivero Torres puso en juicio dicha idea en 1975 al asignarles a cada objeto una singularidad propia.

### Yugo
Los yugos son objetos en forma de letra u fabricados en distintos tipos de minerales como la jadeíta o la andesita. Estos objetos eran fabricados con frecuencia con tallas, inscripciones y símbolos. En investigaciones recientes se le tiene situado como una réplica ceremonial o votiva de los objetos usados para proteger la cadera de los jugadores. Según Kurosaki, su uso pudo ser ritual, funerario o de ofrenda.
El yugo más antiguo localizado hasta ahora es el hallado en El Manatí, zona de la civilización olmeca, datada en 1200 a. C. por carbono-14. La primera mención a un yugo fue la de Guillermo Dupaix en 1834 sobre una pieza que citó como hallada en Acultzingo pero recientemente situada en Orizaba. Alfredo Chavero en 1880 hablaría de los yugos y les atribuiría una función en el sacrificio humano como un objeto soporte de la cabeza de las víctimas durante el ritual. El primer estudio dedicado a estos objetos sería el de Hermann Strebel en 1890. Walter Krickeberg en 1932 publicaría el primer estudio sobre la dispersión de los yugos en Mesoamérica.